# 사카아이베촌
사카아이베촌(阪合部村)은 나라현 우치군에 설치되었던 촌이다. 현재의 고조시 서부 일대에 해당한다.